# Clostridium acetobutylicum
Il Clostridium acetobutylicum  è un batterio della famiglia Clostridiaceae. È anche chiamato organismo di Weizmann, dal nome di Chaim Weizmann, che nel 1916 studiò le modalità con cui le colture di C. acetobutylicum possono essere utilizzate per produrre acetone, butanolo ed etanolo a partire dall'amido.